# Dido (piosenkarka)
Dido Florian Cloud de Bounevialle Armstrong (ur. 25 grudnia 1971 w Londynie) – brytyjska piosenkarka pop pochodzenia irlandzko-francuskiego.

## Życiorys
Jej matka, Claire, jest poetką, a ojciec, William – wydawcą książek. Współpracuje ze swoim bratem Rollo Armstrongiem, który był członkiem rozwiązanej grupy Faithless. Ponieważ urodziła się w Boże Narodzenie, świętuje urodziny z przesunięciem półrocznym, tj. 25 czerwca, za przykładem misia Paddingtona.
Uczyła się w szkołach Thornhill Primary School, City of London School for Girls i Westminster School. Po tym, jak w wieku pięciu lat ukradła ze szkoły flet, rodzice przenieśli ją do Guildhall School of Music, gdzie nauczyła się grać na fortepianie, flecie i skrzypcach. Następnie studiowała na Birkbeck College na Uniwersytecie Londyńskim, jednak nie ukończyła studiów, poświęcając się muzyce. Podczas studiów pracowała jako agent literacki. Długoletnim nauczycielem muzyki Dido był polski skrzypek Krzysztof Śmietana.
Po wydaniu albumu No Angel (1999) i długim czasie spędzonym na promowaniu albumu zerwała po siedmioletnim związku ze swoim narzeczonym, prawnikiem Bobem Page. W 2010 poślubiła powieściopisarza Rohana Gavina, z którym ma syna, Stanleya (ur. 2011).

## Kariera
Popularność zdobyła dzięki piosence „Thank You” (2001), której fragmenty zostały użyte przez rapera Eminema w utworze „Stan” (Dido pojawia się w teledysku do tej piosenki; gra dziewczynę tytułowego Stana). „Thank You” pochodzi z jej debiutanckiego albumu No Angel (1999), który był jednym z najlepiej sprzedających się w historii albumów w Wielkiej Brytanii (ponad 22 mln sprzedanych egzemplarzy na świecie). Singiel „Here with Me” został użyty jako temat muzyczny do serialu Roswell: W kręgu tajemnic, ponadto pojawił się na ścieżce dźwiękowej filmu To właśnie miłość (Love Actually) i filmu Bridget Jones: W pogoni za rozumem z piosenką „I Eat Dinner” śpiewaną w duecie z kanadyjskim piosenkarzem undergroundowym Rufusem Wainwrightem.
Jej drugi album Life for Rent ukazał się 30 września 2003. Pierwszy singiel z nowej płyty, „White Flag”, przez wiele tygodni nie schodził z pierwszych miejsc list przebojów w Wielkiej Brytanii i USA, jak i w innych krajach europejskich i azjatyckich. Płyta Life for Rent sprzedała się w nakładzie 12 mln egzemplarzy.
Dido wystąpiła na trzech koncertach Live 8 (w Londynie, Paryżu oraz w Eden Project w Kornwalii) 2 lipca 2005 z Youssou N’Dour.
Trzeci studyjny album pt. Safe Trip Home ukazał się 17 listopada 2008. Płytę promowała singlem „Don’t Believe in Love”.
W 2010 wydała singiel „Everything to Lose”, który znalazł się na ścieżce dźwiękowej do filmu Seks w wielkim mieście 2. Pod koniec roku ukazał się, nagrany z A.R. Rahmanem, utwór „If I Rise”, który był głównym singlem promującym ścieżkę dźwiękową do filmu 127 godzin. Nagranie uzyskało oskarową nominację w kategorii najlepsza piosenka oryginalna.
4 marca 2013 wydała czwarty album pt. Girl Who Got Away, który promowała singlami „No Freedom” i „End of Night”. W listopadzie tego samego roku wydano składankę zawierającą największe przeboje artystki pt. Greatest Hits.
W 2018 podpisała kontrakt z wytwórnią BMG, aby wydać piąty studyjny album na początku 2019. Wśród jej współpracowników znaleźli się między innymi Rollo Armstrong (jej brat), Brian Eno oraz Ryan Louder. 9 listopada 2018 podczas występu w głównej siedzibie BMG w Nowym Jorku, Dido ogłosiła, że jej nowy album będzie nazywać się Still on My Mind, a jego wydanie zaplanowane jest na 8 marca 2019. Pierwszym singlem został utwór „Hurricanes”.

## Dyskografia
- No Angel (1999)
- Life for Rent (2003)
- Safe Trip Home (2008)
- Girl Who Got Away (2013)
- Still on My Mind (2019)